# Башмакова, Изабелла Григорьевна
Изабелла Григорьевна Башмакова (3 января 1921, Ростов-на-Дону, Донская область — 17 июля 2005, Звенигород, Московская область) — советский и российский историк науки, математик. Доктор физико-математических наук (1961), профессор (1962). Заслуженный профессор МГУ (1997), действительный член Международной академии истории науки (1971). Удостоена медали А. Койре (2001).

## Биография
В 1932 году вместе с родителями переехала в Москву. Отец — Григорий Георгиевич Башмаков, ученик главы московской школы философии права П. И. Новгородцева, работал в Москве адвокатом. Мама — Анна Ивановна, урождённая Аладжалова.
Изабелла Башмакова с детства увлекалась поэзией, особенное предпочтение отдавая Пушкину и Тютчеву. Была лично знакома с Б. Л. Пастернаком и многими другими известными поэтами. Писала стихи и выбирала между математикой и поэзией. В 1938 году всё же поступила на механико-математический факультет Московского государственного университета.
После начала Великой Отечественной войны вместе с МГУ уехала в эвакуацию в Ашхабад. Работала медицинской сестрой в военном госпитале в Самарканде.
Вскоре после возвращения из эвакуации она познакомилась с математиком Андреем Ивановичем Лапиным, который стал её мужем и оказал на неё огромное влияние. От него переняла она глубокий интерес к античности, они вместе работали над рядом проблем и совместно публиковали статьи о результатах работы — почти все научные проблемы они обдумывали вместе. В это же время произошло её знакомство с С. А. Яновской, под руководством которой она стала заниматься историей математики. Центральной темой научной работы И. Г. Башмаковой стала история математики в России и в Древней Греции, история алгебры и теории чисел.
В 1944 году окончила МГУ, с 1948 года преподает в нём, прочитала курс лекций по истории математики, с 1949 года — доцент механико-математического факультета Московского университета. В 1948 году защитила кандидатскую диссертацию «Из истории теории делимости», в которой провела анализ математических книг «Начал» Евклида и показала, что Евклид различал «числа-кратности» и «числа-отрезки» и дал вполне строгое построение арифметики. Кроме того, рассмотрела дальнейшее развитие теории делимости до работ Р. Дедекинда, Л. Кронекера и Е. И. Золотарёва, уделив особое внимание до сих пор недооцениваемым на Западе локальным методам Золотарёва.
В дальнейшей работе провела исследования работ Архимеда, истории диофантова анализа, вместе с И. Н. Веселовским осуществила издание русского перевода «Арифметики» Диофанта, снабдив его подробными комментариями (1974).
Результаты И. Г. Башмаковой вошли в общие курсы по истории математики.
Цикл исследований по античной математике составил содержание докторской диссертации И. Г. Башмаковой, которую она защитила в 1961 году. В 1968 году ей присвоено звание профессора.
В 1966 году избрана членом-корреспондентом, а в 1971 году — действительным членом Международной академии истории науки.
Работала в научно-исследовательском семинаре по истории и методологии математики Московского государственного университета, со временем стала одним из его руководителей (вместе с С. А. Яновской, А. П. Юшкевичем и К. А. Рыбниковым), во многом определяла успешную работу этого семинара, с 1930-х годов ставшего центром историко-математических исследований в нашей стране.
Читала также специальные курсы по различным вопросам истории математики (по истории коммутативной алгебры, диофантова анализа и др.) для студентов механико-математического факультета МГУ. Подготовила более 20 кандидатов наук.

## Семья
Муж — Андрей Иванович Лапин (1922—1996). Дочь — Татьяна.
А. И. Лапин в октябре 1950 был арестован по обвинению в антисоветской агитации. В заключении добился возможности заниматься математикой.

Это ему помогло выйти на свободу в те времена, когда такой исход — до смерти Сталина и волны реабилитации — был громадной редкостью. Но думаю, что все это не помогло бы, если бы не усилия его жены Изабеллы Григорьевны Башмаковой. Она пыталась добиться того, что в тогдашних условиях казалось невозможным, — и часто добивалась: свидания с А. И. Лапиным, передачи его работы на отзыв в Академию наук и т. д.— И. Р. Шафаревич
А. И. Лапин был освобождён летом 1952.

## Награды и звания
В 1997 году присвоено звание Заслуженного профессора Московского университета.
Медаль А. Койре Международной академии истории науки (2001).